# GitLab
GitLab — сайт та система керування репозиторіями програмного коду для Git, з додаткових можливостей: власна вікі та система відстеження помилок.
GitLab — компанія, що пропонує схожі з GitHub користувацькі послуги із додатковими перевагами, як то приватні репозиторії для безплатних підписників. Також суттєвою перевагою є можливість розгорнути систему на сторонніх серверах.
ПЗ доступне у системі керування пакунками Omnibus.
Програма була написана Дмитром Запорожцем та Валерієм Сізовим з України. Керівний офіс і генеральний директор Ситце Сайбрандей (Sytse Sijbrandij) містяться в Утрехті. Код написаний на Ruby. Станом на травень 2016, компанія мала більш як 80 найманих працівників та понад 1000 долучились до відкритого коду.
Систему використовують більше ніж 100 000 організацій, включно з NASA, CERN, Alibaba, Invincea, O'Reilly Media, Leibniz-Rechenzentrum (LRZ) та Jülich Research Center.
Кількість співробітників зросла з 9 у березні 2015 до 150 співробітників у грудні 2016 року. Загальне фінансування проєкту зросло до 26 млн доларів після отримання 20 млн доларів у вересні 2016 року від August Capital.

## Історія
Початково, сайт називався GitLab та був повністю вільним та відкритим розповсюджуваним під ліцензією MIT.
У липні 2013, продукт розділився на:
- GitLab CE: для спільноти,
- GitLab EE: для підприємств.

У той час ліцензія GitLab CE та GitLab EE залишалася такою ж.
У лютому 2014, GitLab проголосили редакцію бізнес-моделі open core. GitLab EE включено до власницької ліцензії, та додано можливостей, відсутніх у CE версії.
У липні 2015 компанія зібрала додаткові 1,5 мільйона доларів коштом стартового фінансування.
У вересні 2015 GitLab добрав 4 мільйони у фінансуванні Series A від Khosla Ventures.
У січні 2016 року Дмитро Запорожець (власник компанії) потрапив до Forbes 30 Under 30 в категорії Enterprise Tech.
У жовтні 2017 року компанія GitLab залучила 20 мільйонів доларів від Google Ventures.
У вересні 2018 року компанія GitLab залучила 100 мільйонів доларів у фінансуванні Series D, а вартість компанії склала 1.1 мільярд доларів.
4 серпня 2022 року стало відомо про плани GitLab змінити політику збереження даних і автоматично видаляти неактивні репозиторії, які не змінювалися протягом року. В результаті, в наступні дні GitLab отримав багато критики від спільноти відкритого коду. Незабаром після цього було оголошено, що неактивні проєкти не будуть видалятися, а залишаться доступними в заархівованому стані, можливо, з використанням повільнішого типу зберігання.

## Інциденти
У січні 2017 адміністратор бази даних випадково видалив виробничу базу даних (понад 300 Гб). На відновлення даних було витрачено близько 6 годин.

### Перехоплення доменів користувачів
На порталі GitLab було виявлено уразливість, що дозволяла перехоплювати домени користувачів. Дослідник безпеки Едвін Фуділ (Edwin Foudil або EdOverflow) зміг перехопити кілька сотень доменів GitLab за кілька секунд, використавши вразливість в механізмі перевірки доменів.
GitLab дозволяє користувачам розміщувати контент і проєкти на власному домені. 5 лютого 2018-го адміністрація повідомила про відсутність перевірки автентичності при прив'язці домену до облікового запису GitLab. Ця проблема дозволяла зловмиснику виявити DNS-записи, які вказують на сторінку GitLab IP-адресою, що нікому не належить, і потенційно перехопити домен. Уразливість стосувалась всіх користувачів, які створювали, а потім видаляли домени за допомогою функції GitLab Pages.
1 лютого дослідник виклав звіт про уразливість і написав скрипт для перехоплення доменів. Оскільки GitLab дозволяє вказувати необмежену кількість доменів для одного сховища, дослідник зміг перехопити безліч доменів за короткий проміжок часу.
За словами Едвіна, після перехоплення домену зловмисник може завантажити на нього будь-який контент. Згодом проблему було вирішено.

## Діяльність
- У 2017 році GitLab купив чат Gitter [Архівовано 5 травня 2022 у Wayback Machine.]. Умови та сума угоди не розголошуються. Як було анонсовано, найближчим часом на сайті з'явиться можливість авторизації через GitLab (Login with GitLab), щоб групи та проєкти на GitLab могли простіше створювати чати й спільноти. Також, планується викласти код Gitter у відкритий доступ.[32]
- У березні 2015 року GitLab придбала компанію-конкурента Gitorious. У підсумку всім користувачам було запропоновано перейти на GitLab.